# Богдановский, Александр Михайлович
Александр Михайлович Богдановский (1832—1902) — русский юрист, криминалист. Директор Ришельевского лицея, профессор уголовного права и декан юридического факультета Новороссийского университета.

## Биография
Родился в 1832 году в Тамбовской губернии. В 1853 году окончил юридический факультет Императорского Московского университета.
За диссертацию «Развитие понятий о преступлении и наказании в русском праве до Петра Великого» (М., 1857) получил степень магистра уголовного права. Был профессором и директором Ришельевского лицея. С 1 мая 1865 года исполнял должность экстраординарного профессора Новороссийского университета; с 20 декабря 1865 года — статский советник; был назначен проректором университета.
С 19 декабря 1869 года — в чине действительного статского советника; с 27 апреля 1870 года — в должности ординарного профессора Новороссийского университета по кафедре уголовного права; был проректором университета, с 26 февраля 1877 года — декан юридического факультета. Был награждён орденами: Св. Станислава 1-й (1874) и 2-й степени (1860), Св. Владимира 3-й степени (1867), Орден Святой Анны 2-й степени с императорской короной (1866).
В 1850-х гг. редактировал «Одесский вестник»; в 1859 году вместе с А. И. Георгиевским издал «Новороссийский литературный сборник».
В 1870 году защитил докторскую диссертацию «Молодые преступники» (2 изд. — Одесса, 1870 и СПб., 1871).
Кроме диссертаций им были написаны: «О земледельческих колониях и исправительных школах во Франции, Англии и Германии» (Одесса, 1861). Под его редакцией был издан «Учебник уголовного права» Гаера (Одесса, 1873).
Есть сведения, что он умер в Киеве 5 января 1902 года[по какому календарю?] и был похоронен в Одессе на 1-м Христианском кладбище.